# Myosotis brockiei
Myosotis brockiei är en strävbladig växtart som beskrevs av Lucy Beatrice Moore och M.J.A. Simpson. Myosotis brockiei ingår i släktet förgätmigejer, och familjen strävbladiga växter. Inga underarter finns listade i Catalogue of Life.